# Наумов, Александр Александрович (военный)
Александр Александрович Наумов (20 ноября (2 декабря) 1887 — 10 июня 1957) — подполковник Российской императорской армии (1917), артиллерийский офицер военной авиации, участник Первой мировой войны. Кавалер ордена Святого Георгия 4-й степени (1915) и Георгиевского оружия (1917). После Октябрьской революции вступил в Белую армию, где получил чин полковника. После поражения Белой армии эмигрировал в Королевство Сербов, Хорватов и Словенцев, служил в королевской армии, полковник. Во время Второй мировой войны служил в Русском охранном корпусе. После войны эмигрировал в США.

## Биография
Александр Александрович Наумов родился 20 ноября 1887 года в Вятской губернии в православной дворянской семье статского советника. Образование получил в Сибирском кадетском корпус, который окончил в 1905 году.
С 1905 по 1908 годы проходил обучение в Михайловском артиллерийской училище, из которого был выпущен 15 июня 1908 года в чине подпоручика, со старшинством с 24 марта 1906 года, во 2-ю артиллерийскую бригаду. 28 июня прибыл в бригаду, занял должность младшего офицера 2-й батареи. 3 сентября 1910 года был произведён в поручики, со старшинством с 24 марта того же года. 29 января 1911 года был переведён в 41-ю артиллерийскую бригаду. 14 октября 1912 года поступил в Михайловскую артиллерийскую академию. 23 июля 1914 года, из-за закрытия академии по мобилизации, откомандирован в распоряжение начальника артиллерии Петербургского военного округа. 31 августа 1914 года был произведён в штабс-капитаны, со старшинством с 24 марта 1914 года, а 20 сентября того же года направлен в Военную авиационную школу. 9 декабря 1914 года, после окончания авиационной школы, Наумов был прикомандирован в Эскадре воздушных кораблей. 13 декабря 1914 года был назначен артиллерийским офицером воздушного судна «Илья Муромец-Киевский» (ИМ-Б Киевский), на котором в составе экипажа И. С. Башко отличился во многих боевых вылетах. Удостоен ордена Святого Георгия 4-й степени и Георгиевского оружия. 21 сентября 1916 года получил чин капитана, а 19 мая 1917 года — подполковника.
После Октябрьской революции участвовал в Белом движении, служил в Вооружённых силах Юга России и в Русской армии Врангеля. Был произведён в чин полковника. По состоянию на 1920 год был штаб-офицером для поручений при Управлении начальника артиллерийского снабжения. 2 августа того же года был прикомандирован к Управлению начальника авиации «для организации изготовления, переделки, а также разработки конструкций авиационных бомб, их испытаний и снабжения ими авиационных частей». После разгрома армии Врангеля в конце 1920 года эвакуировался из Крыма.
В эмиграции жил в Королевстве Сербов, Хорватов и Словенцев. Служил в армии королевства в чине полковника и стал известен как один из организаторов военной авиации Югославии. Во время Второй мировой войны служил в составе Русского охранного корпуса, в 1945 году вместе с остатками корпуса эмигрировал в Австрию. В 1947 году с помощью известного авиаконструктора Игоря Сикорского переехал в Соединённые Штаты Америки, где некоторое время работал в фирме Сикорского. Был членом Союза Русских лётчиков в Америке.
Скончался 10 июня 1957 года и был похоронен на кладбище Ново-Дивеевского женского монастыря близ Нью-Йорка.

## Награды
Александр Александрович Наумов был пожалован следующим наградами:
- орден Святого Георгия 4-й степени (Высочайший приказ от 8 июля 1915)
— «за то, что состоя артиллерийским офицером воздушного корабля „Илья Муромец Киевский“, 11-го, 22-го и 28-го апреля, 1-го, 4-го, 5-го, 27-го и 28-го мая и 11-го и 14-го июня 1915 г. произвел 10 боевых полетов, сбросил с корабля 171 бомбу, из них — 2 пятипудовых, 2 двухпудовых, 127 пудовых и 40 десятифунтовых и произвел ими разрушение железнодорожных путей, сооружений, составов и складов станций Нейденбург, Вилленберг, Лович, Ярослав и Пржеворск, а также резервов и бараков неприятеля, причем 14-го июня сброшенными им бомбами в стан. Пржеворск, взорвал неприятельский поезд со взрывчатыми веществами, которые, по сообщению германских газет, составляли боевой комплект для артиллерии; во время означенных полетов произвел разведку и доставил своевременно важные сведения о группировке и движении противника и определил место нахождения неприятельских батарей»;
- Георгиевское оружие (Приказ по армии и флоту от 26 апреля 1917)
— «за то, что 12-го сентября 1916 г., в районе м. Крево, состоя артиллерийским офицером воздушного корабля „Илья Муромец Киевский“, под губительным артиллерийским огнем и противодействием авиации противника прорвался, вместе с другими, в глубокий тыл его у м. Боруны, подвергая свою жизнь явной опасности, сброшенной им лично бомбой нанес существенный ущерб неприятелю и, несмотря на сильный огонь и появление в воздухе его авиации, самоотверженно продолжал, оставаясь в течение 10 минут над Борунами, свою работу, пока не сбросил все бомбы, чем содействовал удачному выполнению общей задачи»;
- орден Святого Владимира 4-й степени с мечами и бантом (Приказ Верховного главнокомандующего от 5 июня 1915; Высочайший приказ от 18 июня 1915);
- орден Святой Анны 2-й степени с мечами (Высочайший приказ от 28 ноября 1915);
- орден Святой Анны 3-й степени с мечами и бантом (Высочайший приказ от 10 июня 1915);
- орден Святой Анны 4-й степени с надписью «За храбрость» (Высочайший приказ от 26 января 1917);
- орден Святого Станислава 2-й степени с мечами (Приказ Верховного главнокомандующего от 23 июля 1915; Высочайший приказ от 5 августа 1915);
- орден Святого Станислава 3-й степени (Высочайший приказ от 10 июня 1915);
- Высочайшее благоволение (20 мая 1916).